# Ростокинская улица
Росто́кинская улица — улица на севере Москвы в районе Ростокино Северо-Восточного административного округа между проспектом Мира и Будайской улицей. В 1936—1972 годах — 5-й проезд Ростокинского городка. Названа по старинному селу Ростокино, на месте которого в 1930-х годах был построен студенческий городок, где было проложено 6 улиц и 9 проездов (все упразднены или переименованы). На улице располагается НИИ прикладной геофизики имени академика Фёдорова.

## Расположение
Ростокинская улица начинается от проспекта Мира напротив улицы Докукина, проходит на юго-восток, пересекает улицу Бажова и заканчивается на Будайской улице.

## Учреждения и организации
- № 1 — Государственный выставочный зал «Ростокино»;
- № 3 — школа № 1499 (бывшая № 269);
- № 7 — коррекционная школа № 10;
- № 9 — Научно-исследовательский институт прикладной геофизики имени академика Фёдорова (ИПГ).